# Плюшке, Ханс
Ханс Мартин Плюшке (нем. Hans Martin Plüschke; 12 марта 1939 — 15 марта 1998) — немецкий пограничник, обвинявшийся в убийстве восточногерманского пограничника Руди Арнштадта.

## Биография
В 1962 году Ханс Плюшке был капитаном пограничных войск ФРГ. 14 августа 1962 недалеко от Гайзы на границе ГДР и ФРГ произошёл инцидент, в ходе которого был застрелен капитан пограничных войск ГДР Руди Арнштадт, получив смертельное ранение между носом и правым глазом в области лба. Плюшке сняли с дежурства и отправили в полицию на допрос.
На допросе Плюшке заявил, что его действия надо рассматривать как вынужденную оборону, поскольку Арнштадт его спровоцировал: по его словам, Арнштадт попытался выстрелить в Плюшке и двух офицеров, находившихся рядом с ним. Сторона ГДР заявляла, что Руди сделал только предупредительный выстрел в воздух и не целился в противников. В итоге в октябре 1962 года дело было закрыто, хотя открытыми остались много вопросов. По версии ФРГ, Плюшке случайно забрёл на территорию ГДР, перейдя границу, и по неосторожности застрелил Арнштадта.
По неофициальным данным, Ханса Плюшке заочно приговорили в ГДР к 25 годам тюрьмы. Личность подозреваемого скрывалась властями ФРГ в течение многих лет. Но даже после объединения обеих стран жизнь Плюшке не стала спокойной: в его адрес приходили часто анонимные письма с угрозами. В 1997 году тот дал интервью немецким СМИ и рассказал, что стрелял только в рамках самообороны. Поток угроз после этого интервью усилился.
В последние годы жизни Плюшке работал таксистом. 15 марта 1998 года он был найден мёртвым в 10 км от Гайзы на автотрассе B74, в 70 метрах от своего автомобиля. Он получил смертельное пулевое ранение точно там же, куда выстрелил в голову Арнштадту. Убийство осталось нераскрытым и сейчас, хотя, по версии СМИ, причиной убийства стала месть за расстрелянного восточногерманского пограничника. У Ханса Плюшке остались жена и пятеро детей (жена считает, что её мужу действительно мстили).